# Wspólnoty autonomiczne Hiszpanii
Hiszpania jest podzielona na 17 wspólnot autonomicznych (hiszp. Comunidades Autónomas), które cieszą się dużą autonomią (głównie w kwestiach szkolnictwa, podatków itd.) Są to:
- Andaluzja (Andalucía)
- Aragonia (Aragón, kat. Aragó)
- Asturia (Asturias, ast. Asturies)
- Baleary (Islas Baleares, kat. Illes Balears)
- Estremadura (Extremadura)
- Galicja (Galicia, gal. Galicia)
- Kantabria (Cantabria)
- Kastylia-La Mancha (Castilla-La Mancha)
- Kastylia i León (Castilla y León)
- Katalonia (Cataluña, kat. Catalunya, oksyt. Catalonha)
- Kraj Basków (País Vasco, bask. Euskadi)
- La Rioja (La Rioja)
- Madryt (Madrid)
- Murcja (Murcia)
- Nawarra (Navarra, bask. Nafarroa, fr. Navarre)
- Walencja (Valencia, kat. València)
- Wyspy Kanaryjskie (Islas Canarias).

Podział na wspólnoty odzwierciedla związki historyczne (niektóre wspólnoty były niegdyś odrębnymi królestwami lub księstwami) i narodowościowo-językowe.
Oprócz tego hiszpańskie posiadłości w Afryce Północnej posiadają status miast autonomicznych (hiszp. Ciudad Autónoma), którym nie przysługują uprawnienia legislacyjne. Są to:
- Ceuta (Ceuta)
- Melilla (Melilla).

## Utworzenie i zakres władzy

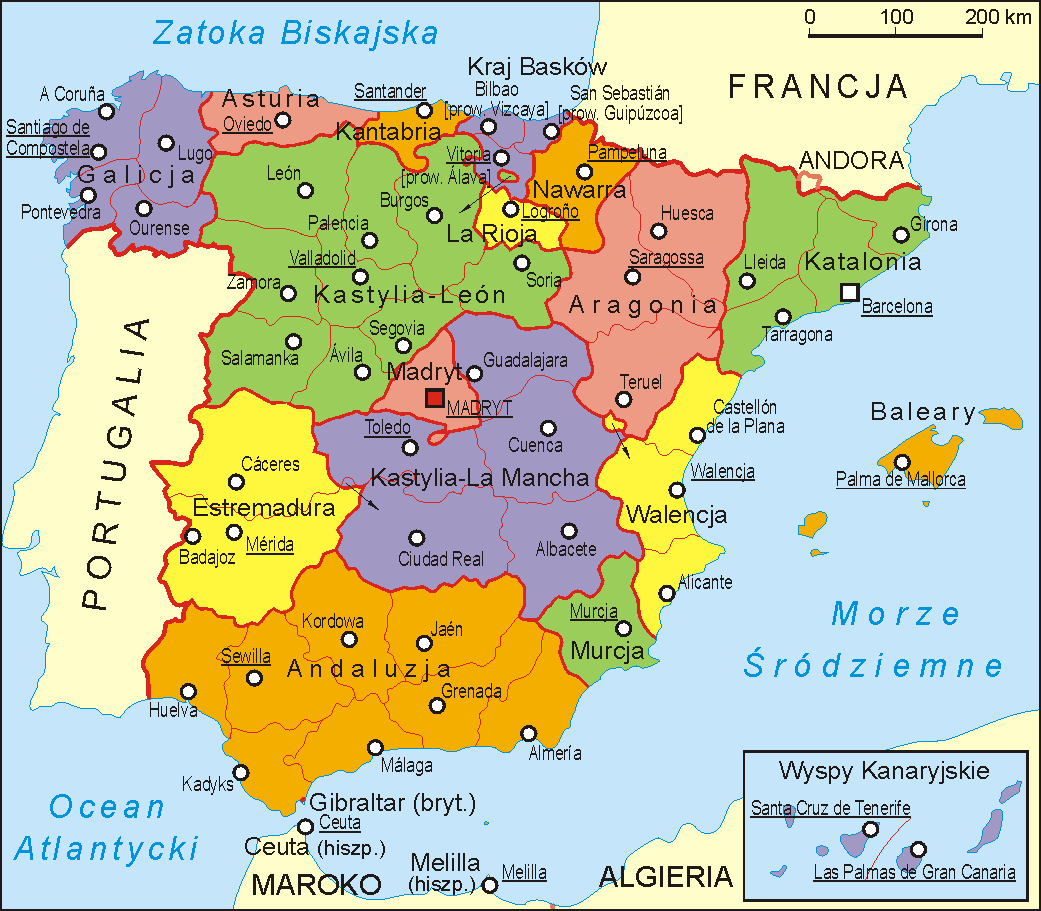
Mapa podziału administracyjnego Hiszpanii na wspólnoty autonomiczne i prowincje

Centralizacja, nacjonalizm i separatyzm odegrały ważną rolę w demokratyzacji Hiszpanii. Niestabilność państwa została wywołana właśnie przez te trzy czynniki. W 1978 partie polityczne, których dziełem była nowa hiszpańska konstytucja, potrzebowały kompromisu, który zapobiegnie, przynajmniej czasowo, ruchom nacjonalistycznym i separatystycznym. Nowa Hiszpania stała się krajem silnie zdecentralizowanym, a nowy podział terytorialny miał wiele wspólnego zarówno ze starym (utrzymano podział na prowincje), jak i z nowoczesnymi systemami administracji terytorialnej w państwach Europy Zachodniej (np. w RFN)
Wspólnoty autonomiczne mają znaczną władzę ustawodawczą i wykonawczą. Szerokość autonomii jest różna dla każdej wspólnoty. Określa ją statut autonomii (estatuto de autonomía). Statut podlega zatwierdzeniu kolejno w parlamencie wspólnoty, referendum wspólnotowym i ratyfikacji w każdej izbie Kortezów.
Najszersze kompetencje posiadają: Katalonia, Kraj Basków, Galicja i Andaluzja. Na mocy konstytucji i przepisów przejściowych, wspólnoty te miały prawo do ustalenia szerszych uprawnień autonomicznych już w pierwszym statucie: trzy pierwsze z racji posiadania autonomii za czasów II republiki, zaś Andaluzja dzięki spełnieniu szeregu warunków określonych w konstytucji. Katalonia i Kraj Basków mają swoje własne, niezależne siły policyjne – Mossos d’Esquadra i Ertzaintza.
Organy władzy wszystkich wspólnot muszą odpowiadać temu samemu schematowi określonemu w konstytucji:
- zgromadzenie ustawodawcze (Asamblea Legislativa) sprawuje władzę ustawodawczą,
- rada ministrów (Consejo de Gobierno) sprawuje funkcję wykonawczą i jest najwyższym organem reprezentacyjnym wspólnoty,
- na czele rady ministrów stoi jej prezydent (Presidente del Consejo) wybierany przez zgromadzenie ustawodawcze i nominowany przez króla,
- wyższy trybunał sprawiedliwości (Tribunal Superior de Justicia) stanowi najwyższą władzę sądowniczą wspólnoty.

Konstytucja Hiszpanii gwarantuje w art. 2 „prawo regionów i narodowości do samostanowienia”. Wstępne założenie zakładało, że status autonomiczny otrzymają tylko regiony, które posiadały go bezpośrednio przed rządami Franco, tj. Katalonia i Galicja oraz 4 prowincje posiadające prawa lokalne (patrz niżej). Jednakże, gdy konstytucję jeszcze szkicowano, w Andaluzji podniosło się larum – ponad półtora miliona mieszkańców regionu 4 grudnia 1977 wyszło na ulice swoich miast, żądając przyznania autonomii również Andaluzji. Doprowadziło to do dopisania do konstytucji jeszcze dwóch artykułów: art. 143, który dał możliwość uzyskania podstawowej autonomii każdej prowincji lub grupie prowincji, oraz art. 151, który dał możliwość ustanowienia od początku szerszej autonomii, o ile spełnione zostaną określone warunki (skorzystała z tego wyłącznie Andaluzja, pozostałe wspólnoty mogły rozszerzyć swoje kompetencje dopiero po 5 latach w drodze zmiany pierwotnego statutu).

## Comunidades forales
Status dwóch wspólnot autonomicznych – Kraju Basków i Nawarry – określa się dokładnie mianem Comunidad Foral (co uwzględnia oficjalna nazwa Nawarry). Można to tłumaczyć jako wspólnota prawa lokalnego, od hiszpańskiego słowa fuero oznaczającego zbiór praw lokalnych nadawanych danemu terytorium przez króla.
Termin ten nie występuje w konstytucji, jednak występuje w przepisach ją wprowadzających. Gwarantują one uznanie praw lokalnych w prowincjach, którym nie zostały one odebrane w czasach Nueva Planta i posiadały je jeszcze za czasów II republiki – w Nawarze i 3 prowincjach Kraju Basków. W prowincjach Nawarra i Araba, w nagrodę za poparcie dla gen. Franco podczas wojny domowej, fueros zostały utrzymane również w czasach dyktatury.
Prawa lokalne obecnie są uregulowane w statutach autonomii. Cztery prowincje posiadające prawa lokalne miały prawo do natychmiastowego ustalenia szerszych granic autonomii bez dodatkowych warunków (patrz wyżej). Obecnie odrębność wspólnot prawa lokalnego jest głównie związana z prawem do ustalania w drodze negocjacji z rządem hiszpańskim tzw. umowy ekonomicznej (Concierto Económico), która określa udział obu stron w podatkach i wydatkach.